# Jilin
Jilin (wymowaⓘ; chiń. upr. 吉林; chiń. trad. 吉林; pinyin Jílín; Wade-Giles Chi-lin; dosł. „Szczęśliwy Las”) – północno-wschodnia prowincja ChRL, część regionu Dongbei przy granicy z Rosją. Stolicą prowincji jest Changchun.
W Jilin znajduje się kompleks skoczni narciarskich z największą w Chinach o punkcie K 90 metrów.
Urodziła się tutaj He Ying, chińska łuczniczka, medalistka olimpijska, mistrzyni świata.
W prowincji rozwinął się przemysł chemiczny, petrochemiczny, środków transportu, maszynowy, spożywczy, drzewny oraz papierniczy. Ludność prowincji zajmuje się uprawą kukurydzy, prosa, gaolianu, ryżu, soi, słonecznika, konopi, buraków cukrowych oraz hodowlą bydła, owiec, trzody chlewnej.